# Herbarium amboinense
Herbarium Amboinense est un ouvrage de botanique illustré dont l'auteur est Georg Everhard Rumphius, militaire, naturaliste, architecte néerlandais. Il a été publié à Amsterdam en 1741 sous le titre de Herbarium Amboinense, Plurimas Complectens Arbores, Frutices, Herbas, Plantas Terrestres & Aquaticas, quae in Amboina, et Adjacentibus Reperiuntur Insulis, Adcuratissime Descriptas Juxta Earum Formas, cum Diversis Denominationibus, Cultura, Usu, ac Virtutibus.
Het Amboinsche kruidboek ou Herbarium Amboinense, est un catalogue de la flore de l'île d'Amboine dans l'archipel des Moluques (Indonésie actuelle), publié à titre posthume en 1741.

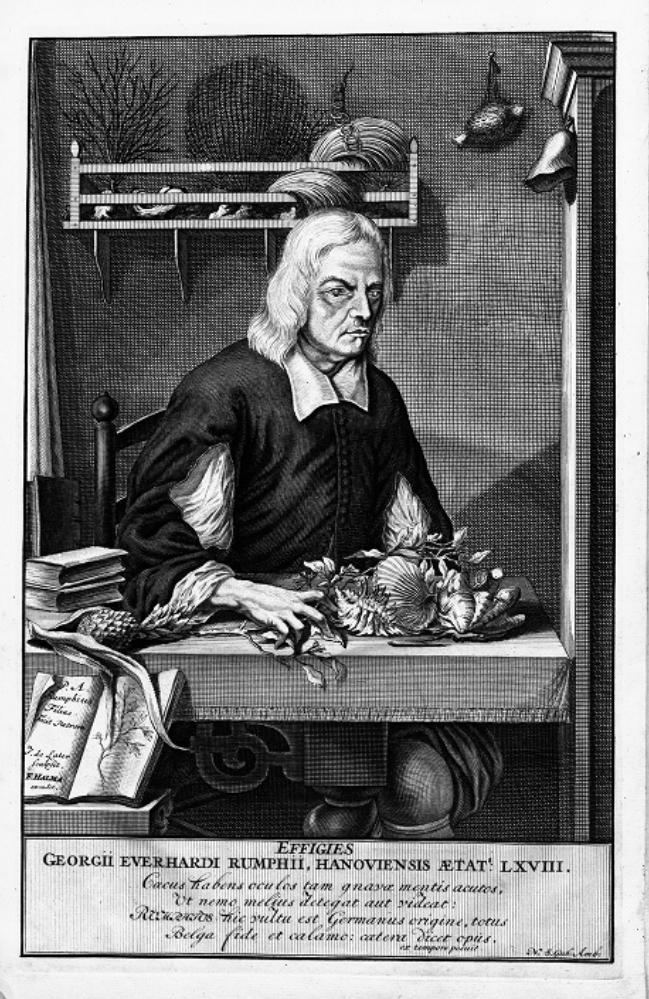
Georg Everhard Rumphius.

## Description
L'ouvrage, qui comprend six volumes, traite de 1200 espèces de plantes, 930 avec leur nom d'espèce définitif, et 140 autres identifiées au niveau du genre. Il contient des illustrations et descriptions des types nomenclaturaux de 350 espèces et ce matériel a contribué au développement ultérieur de la  classification scientifique binomiale de  Linné. Son texte a jeté les bases de toutes les études futures sur la flore des Moluques et ses travaux font encore référence aujourd'hui.
Malgré la distance qui le séparait des scientifiques européens, Rumphius était membre de la Société scientifique de Vienne et avait même envoyé une collection de coquillages de la mer des Moluques aux Médicis en Toscane.

## Histoire
Devenu aveugle en 1670, il continua à travailler sur son manuscrit en six volumes avec l'aide d'autres personnes. Sa femme et son fils étaient morts récemment dans un tremblement de terre . En 1687, alors que le projet était presque terminé, les illustrations sont détruites dans un incendie. Persévérant, Rumphius et ses assistants achèvent le texte en 1690, mais le navire transportant les manuscrits vers la Hollande est attaqué par les Français et coulé, ce qui l'oblige à tout refaire à partir d'une copie qu'il avait heureusement conservée. L'Herbarium amboinense arrive finalement en Hollande en 1696. Mais la « Compagnie » décide que, dans la mesure où cet ouvrage contient des informations très sensibles, il ne sera pas publié. Rumphius est mort en 1702, il n'a donc jamais vu son œuvre imprimée ; l'embargo est levé en 1704, mais personne n'a voulu publier l'ouvrage. Il paraît finalement en 1741, trente-neuf ans après la mort de Rumphius.

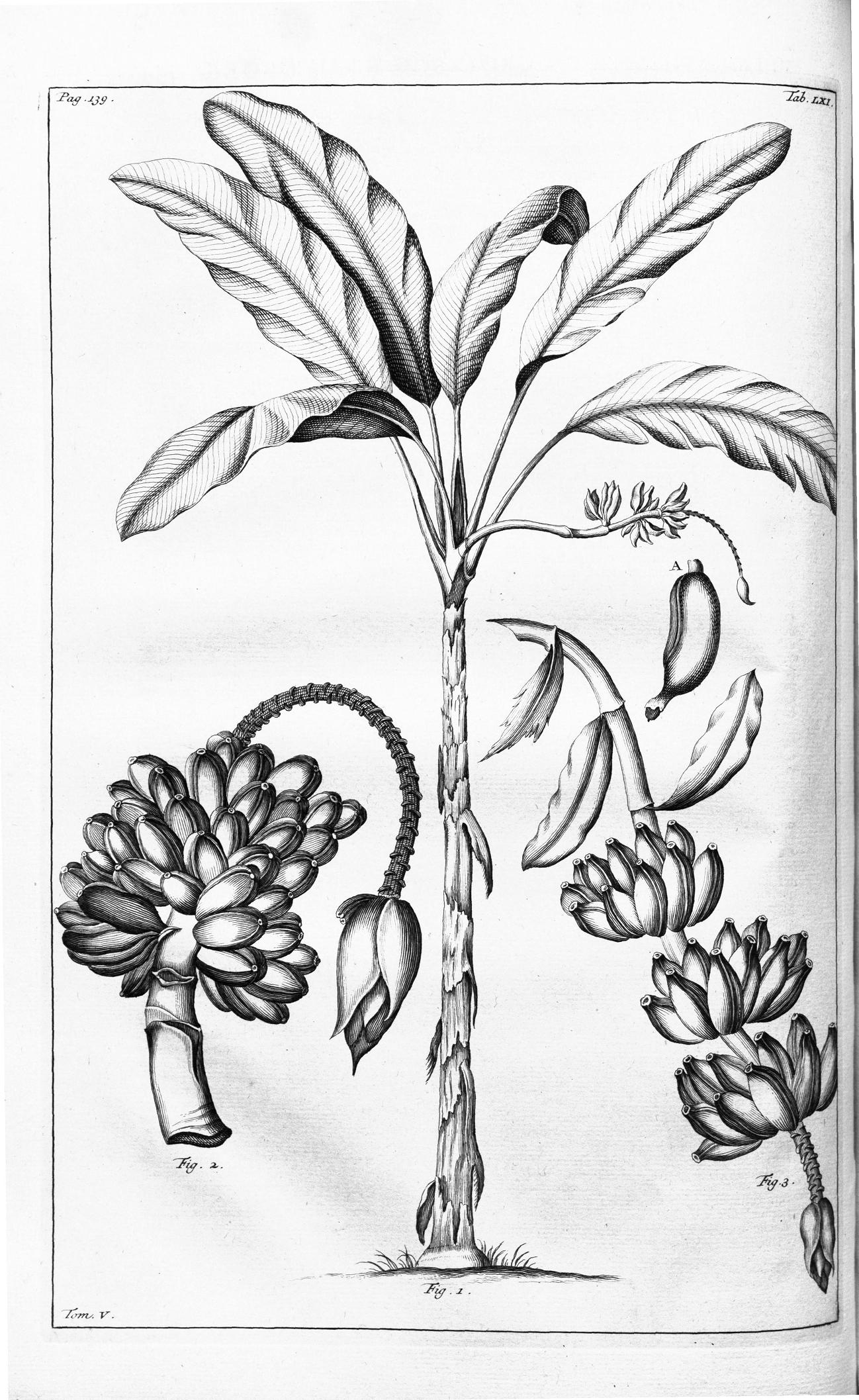
Planche extraite du volume V : Musa uranoscopos.